# Turnul lui David

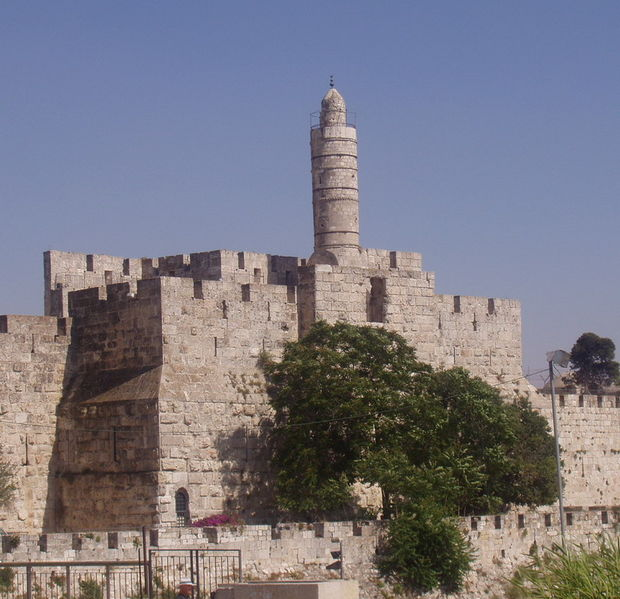
Turnul lui David

Turnul lui David (în ebraică: מגדל דוד Migdal David, în arabă برج داود Burdj Dawud) este denumirea unei citadele care a servit de-a lungul veacurilor la apărarea cetății Ierusalimului. În sens restrâns ea se aplică minaretului fostei moschei construite de otomani în această fortăreață.
Turnul lui David se ridică în apropierea Porții Jaffei, în punctul cel mai înalt al orașului vechi al Ierusalimului, desupra locului unde începe valea Ben Hinom (Ghey Ben Hinom) și izvorăște pârâul Nahal Tzolev.  
Poziția strategică a locului a fost motivul pentru care s-a ridicat aici o fortificație care avea menirea să apere cetatea dinpre apus.
În cursul istoriei orașului citadela a jucat un rol central în apărarea lui și a servit și ca centru administrativ și militar.
În prezent Turnul lui David găzduiește Muzeul de istorie al Ierusalimului.
În ciuda denumirii, care este târzie și evocă figura regelui biblic David, clădirea nu are legătură cu acesta.

## Numele citadelei
Denumirea Turnul lui David provine dintr-o interpretare creștină bizantină greșită a textului scrierilor lui Josephus Flavius (Yosef ben Matityahu) și din denumirea arabă musulmană a locului „Mahrab Nabi Daud”.
În cursul secolului al XIX-lea, călători din Occident au început să folosească denumirea de „Turnul lui David” pentru minaretul moscheii otomane a fortăreței, iar denumirea a fost ulterior preluată și de israelieni și a persistat ca atare până în zilele noastre.

## Istorie

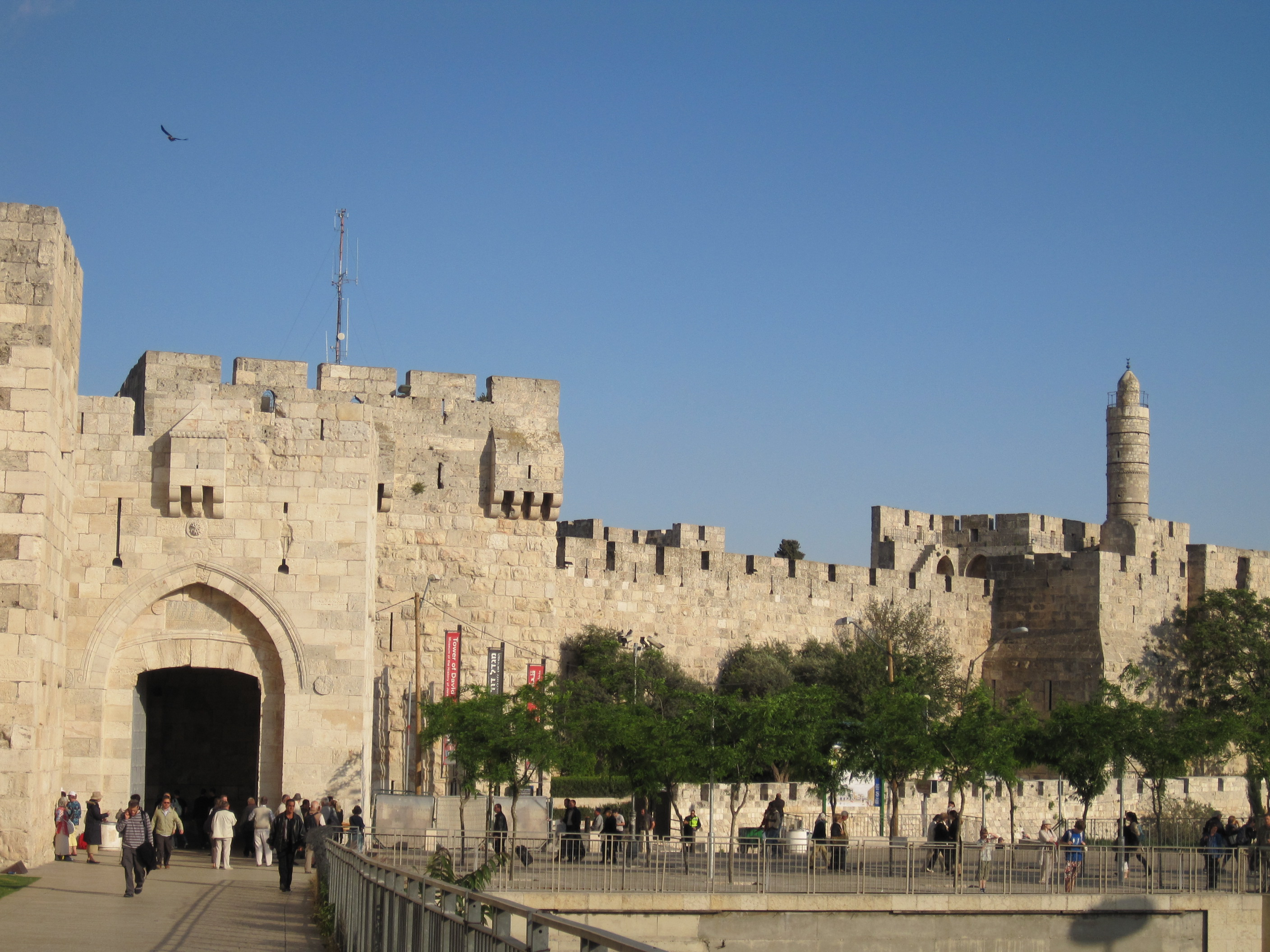
Poarta Jaffei şi Turnul lui David

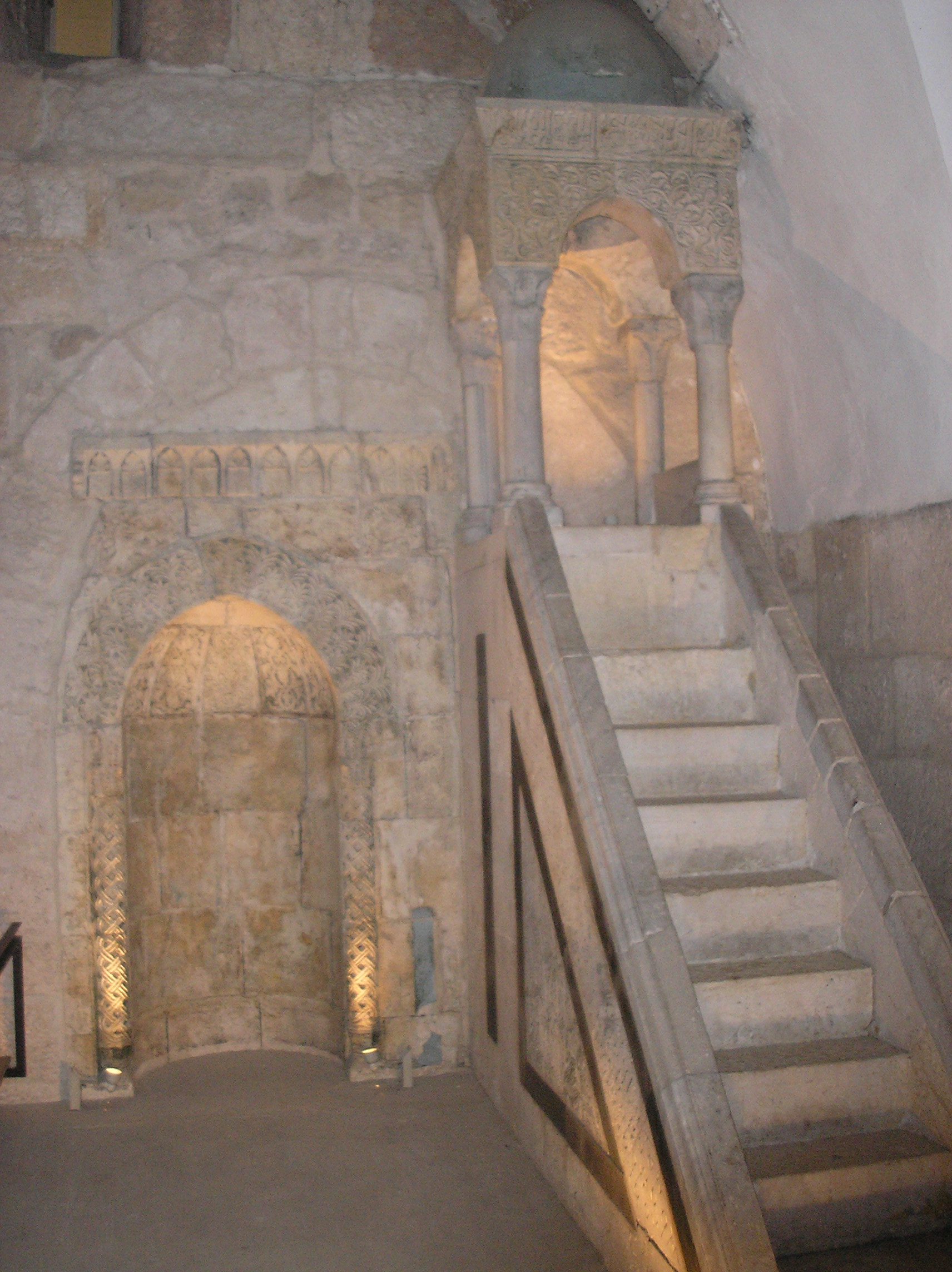
Moscheea din interiorul citadelei, care a servit în trecut oştenii otomani şi apoi, soldaţii iordanieni

În acest loc regele Irod cel Mare (Hordos) a ridicat trei turnuri de pază, dintre care a supraviețuit, după câte se pare, numai cel mai mare, numit Turnul Patzael (Phasael).
În timpul Marii revolte a evreilor împotriva romanilor, acesta a fost ultimul loc de rezistență al răsculaților. Zidul a fost străpuns în data de 17 a lunii Tamuz, templul evreilor a fost incendiat la data de 9 în luna Av, orașul de sus a căzut la 8 Elul, iar „turnul lui David” a căzut în mâinile romanilor la 28 Elul. Pe ruinele turnurilor lui Irod romanii au întemeiat tabăra legiunii a X-a Fretensis. Vestigii din această tabără  - țigle și cărămizi cu amprenta semnului legiunii - au fost găsite în săpături arheologice efectuate la fața locului.   
Cuceritorii arabi au construit în acest loc un mare fort având o curte interioară. Mai apoi, cruciații, pentru necesitățile garnizoanei, i-au adăugat noi săli încăpătoare. În epoca mamelucilor Ayubizi pereții citadelei au fost trainic întăriți și împrejurul ei au fost  înălțate turnuri înalte.
Stăpânirea otomană a transformat fortăreața în cazarmă, adăugându-i o platformă cu tunuri, iar în secolul al XVII-lea a împodobit-o cu un minaret de moschee, care a devenit un simbol al Ierusalimului. 
Turcii au construit în jurul citadelei un șanț menit să o apere de atacatori externi, și de răscoale ale locuitorilor dinăuntrul cetății.
În anul 1898, pentru a face loc trăsurii kaiserului Wilhelm al II-lea care a vizitat orașul, în zona de lângă Poarta Jaffei, o parte din șanț a fost astupată cu pământ și a fost înlăturată și o mică parte din zidul din apropiere. 
Autoritățile britanice mandatare din Palestina au fost primele care au început să dea citadelei o utilizare pașnică și au înființat în interiorul ei un mic muzeu. În anii 1921-1932 ele au organizat acolo mai multe expoziții, cunoscute azi ca „Expozițiile Turnului David”, în care au fost expuse creații de artă plastică contemporană din Palestina mandatară. 
După cucerirea locului de către Israel în iunie 1967 a continuat această tendință și turnul lui David a devenit un centru muzeal, cultural și turistic.